# Kamienica przy ul. Koński Kierat 12 w Szczecinie
Kamienica przy ul. Koński Kierat 12 – szczecińska kamienica znajdująca się na narożniku ulic Koński Kierat i Mariackiej, na obszarze osiedla Stare Miasto, w dzielnicy Śródmieście. Jedna z nielicznych kamienic ocalałych z bombardowań starego miasta i powojennych rozbiórek zabudowy.

## Historia
W XVI wieku i początkach XVII wieku na miejscu obecnej kamienicy funkcjonowała miejska warzelnia piwa, zwana także Górną piwnicą miejską. W 1681 r., pod panowaniem szwedzkim, budynek zamieniono na magazyn (Altes Packhaus). W późniejszym czasie został on przejęty przez Królewski Urząd Skarbowo-Podatkowy (Königliches Pack- und Accisehaus), a część pomieszczeń przeznaczono na szkołę przędzalniczą. 
W 1880 r. stary budynek wyburzono. Wykorzystując jego stare XIV-wieczne fundamenty wzniesiono nową, neoklasycystyczną kamienicę z przeznaczeniem na siedzibę loży masońskiej. Po proklamowaniu III Rzeszy miejsce loży masońskiej zajął Narodowosocjalistyczny Związek Rzeszy ds. Ćwiczeń Fizycznych (niem. Nationalsozialistischer Reichsbund für Leibesübungen).
W latach 40. XX wieku szczecińskie stare miasto zostało zniszczone wskutek kilkukrotnych bombardowań. Uszkodzeń nie uniknęła także kamienica przy ul. Koński Kierat 12. Działania wojenne zburzyły dach z hełmem, trzecie piętro budynku i część skrzydła od strony ulicy Koński Kierat. Kamienica stała zrujnowana do początku lat 60. XX wieku. W trakcie odbudowy nie odtworzono zniszczonego fragmentu lewego skrzydła i trzeciego piętra, przykrywając dwa zachowane piętra dachem i wymurowując nową ścianę szczytową w lewym skrzydle. Po odbudowie kamienica była siedzibą m.in. Pewexu. Od 1999 r. kamienica jest własnością prywatną i mieści antykwariat.

## Opis
Pierwotnie kamienica była obiektem czterokondygnacyjnym. Dach pokrywała dachówka, a narożny wykusz zwieńczony był hełmem z iglicą. Od czasu powojennej odbudowy kamienica jest trzykondygnacyjna, a jej lewe skrzydło jest o kilka osi krótsze w porównaniu do stanu sprzed wojny.
Parter kamienicy zdobi boniowanie, a wyższe piętra czerwona cegła klinkierowa. Elewacja od strony ulicy Mariackiej jest ośmioosiowa. Pomiędzy parterem a niektórymi otworami okiennymi pierwszego piętra umieszczono płyciny. Okna na pierwszym piętrze obramowano opaskami i zwieńczono naczółkami, których górna część odwzorowuje kształt muszli. Naczółki okien drugiego piętra są skromniejsze w wystroju, gdyż w porównaniu z tymi z piętra pierwszego pozbawione są muszli. Elewacja od strony ulicy Koński Kierat jest pięcioosiowa, a jej wystrój sztukatorski różni się jedynie umieszczeniem w miejscu dwóch pierwszych osi drugiego piętra płaskorzeźby przedstawiającej lwią paszczę trzymającą girlandę. Po lewej stronie od płaskorzeźby zachowała się metalowa kotwa do mocowania podwieszanych nad jezdnią lamp ulicznych.
Piwnice kamienicy są dwupoziomowe.

## Galeria

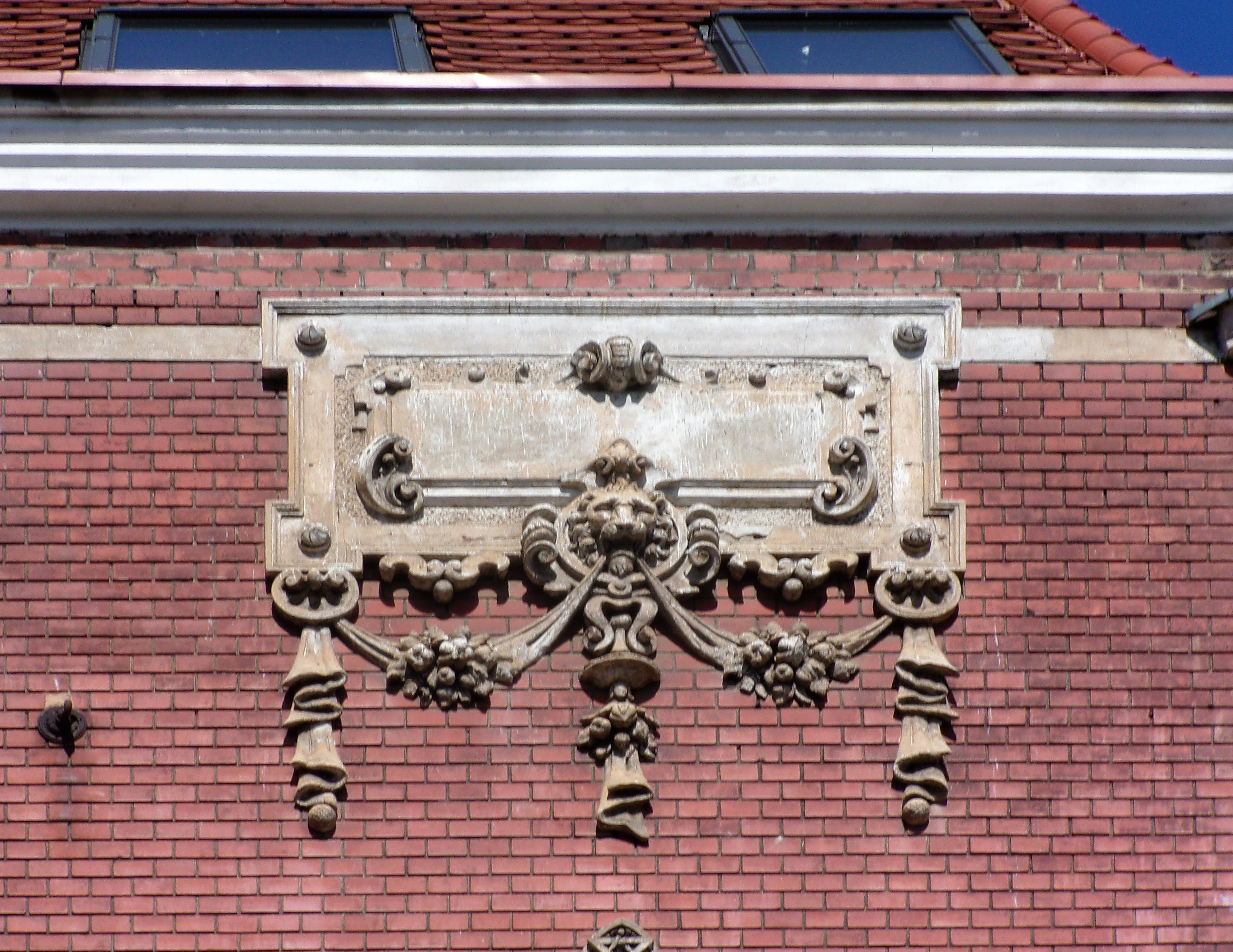
Płaskorzeźba od strony ulicy Koński Kierat
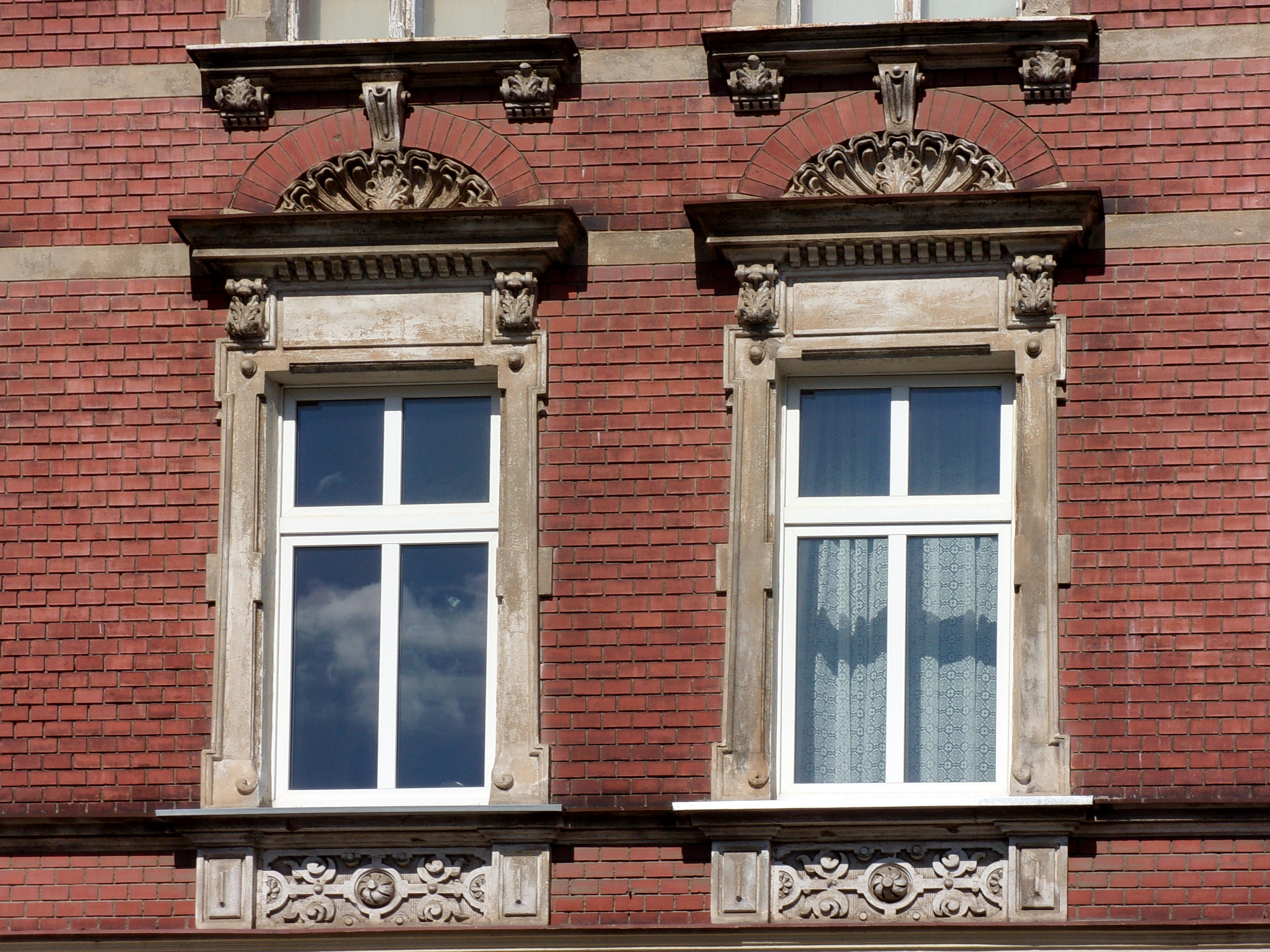
Zdobienia 1. piętra
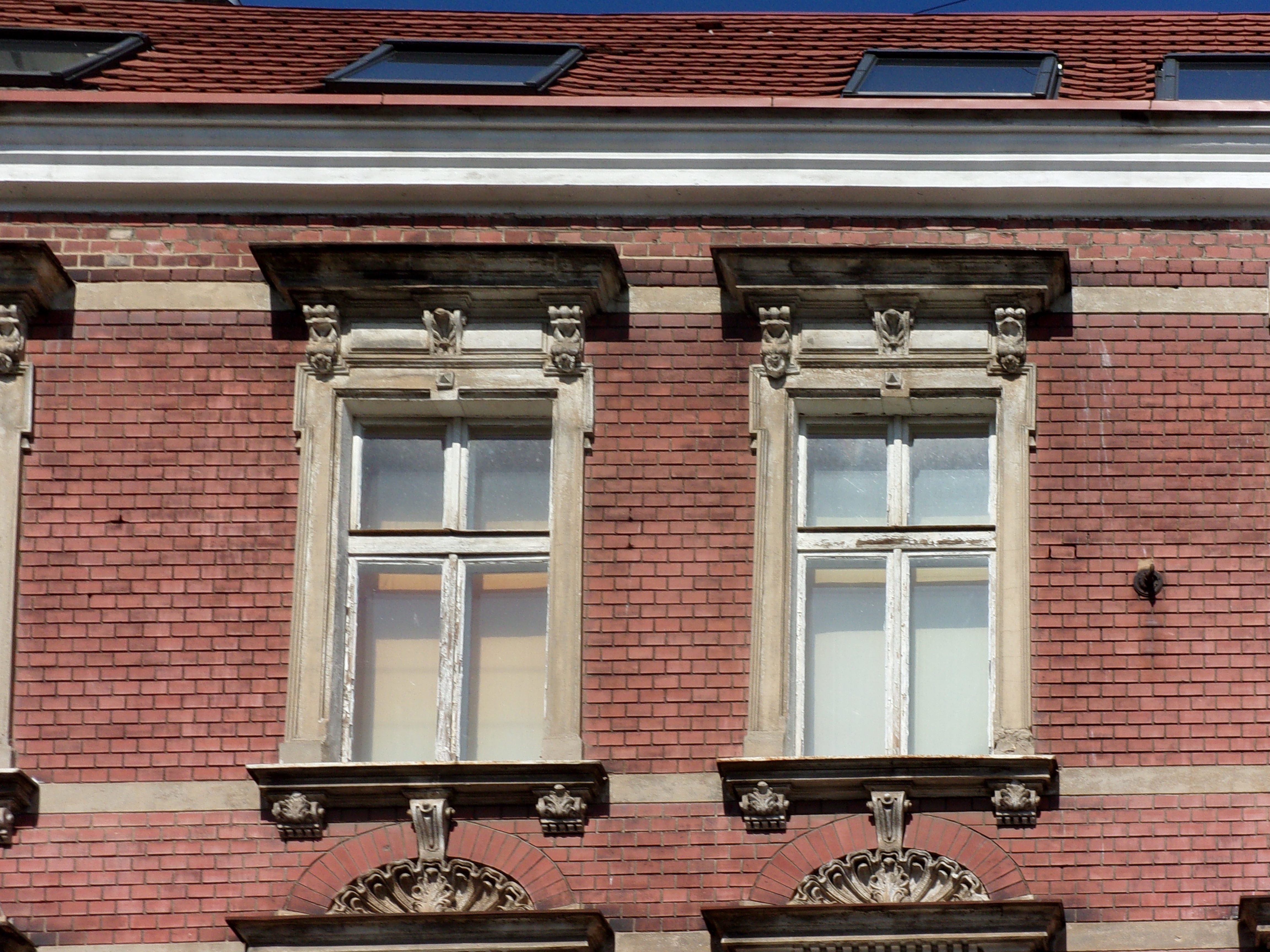
Zdobienia 2. piętra